# البهائية في العراق
البهائيون من الأقليات الدينية الصغرى في العراق فهم ينحدرون من أديان مختلفة وخلفيات وأعراق متنوعة وينتشرون في مختلف مدن وقرى العراق من الشمال حتى الجنوب. وبسبب غياب الاعتراف الرسمي بهم وبمؤسساتهم، لا يوجد إحصاء دقيق لعدد البهائيين في العراق ومناطقهم، إلا أن عدددهم يقدر بعدة آلاف تنتشر في المناطق المختلفة للبلاد. آخر الأرقام تشير في منتصف القرن الماضي إلى 5000 بهائي فيما قد لا تقل أعداد البهائيين في بغداد، عن 500 فرد في 2018.

```
يعتبر العراق أحد المنطلقات الرئيسيّة للديانة البهائيّة. 
[
4
]
 تحول البهائية في العراق من طائفة معترف بها قانونيًا في حقبة 
الحكم الملكي الهاشمي
، إلى جماعة منبوذة 
إبان حكم البعثي
، ثم إلى ما يشبه بطائفة سرية بعد 2003. 
[
1
]
```

والعراق بالنسبة للديانة البهائية، هو مكان يحظى بقدسية عالية، لأن نبي الديانة، أعلن نبوته من بغداد، وعاش فيها تسع سنين، قبل أن يُنفى إلى إسطنبول، وكان العراق مركزا للديانة البهائية مدة 10 سنوات من 1853 إلى 1863، وهي المدة التي قضاها بهاء الله منفيا في البلاد. تخليدا لذكرى إعلان دعوته في بغداد، يحتفل البهائيون في مختلف أنحاء العالم بعيد الرضوان مدة 12 يوما، من 21 أبريل إلى 2 مايو، وهى المدة التي قضاها بهاء الله في حديقة الرضوان بالعراق قبل نفيه إلى إسطنبول. يعود تأسيس أول محفل محلي روحاني بهائي في العراق إلى سنة 1919 وفي العراق بعض أهم المراكز المقدسة لدى الديانة البهائية، ففي العاصمة بغداد، يوجد البيت الذي سكنه مؤسس الدين بهاء الله خلال فترة نفيه في العراق. وهناك أيضا حديقة الرضوان (نجيب باشا حالياً)، وهي المكان الذي أعلن فيه البهاء دعوته العلنية. لم يعد للبيت أو الحديقة وجود في الوقت الحالي.

## التعداد
لا توجد إحصاءات رسمية تبين عدد أتباع البهائية في العراق، وتتراوح التقديرات من مئات وحتى 2000 شخص. البهائيون ذوو أصول دينية وعرقية متنوعة، وينتشرون في مدن وقرى العراق من الشمال إلى الجنوب، وخاصةً في بغداد وديالى والبصرة.
استقر كثير من البهائيين في السنوات الأخيرة في إقليم كردستان، بسبب الاستقرار الأمني والاجتماعي فيه. وأُبلغ عن وجود نحو مئة عائلة في الإقليم، معظمها في السليمانية.[6] لا يُسجَل المؤمنون الجدد بالبهائية، ما يجعل معرفة الأرقام الحقيقية لأتباع الديانة في العراق أكثر تعقيدًا.

## التاريخ

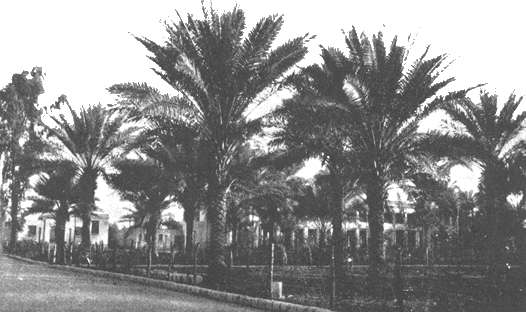
صورة لحديقة رضوان في بغداد، حيث أعلن بهاء الله دعوته في أبريل 1863.

منذ أن نفي بهاء الله، مؤسس الدين البهائي بأمر من شاه إيران وبترتيب مع السلطان العثماني إلى بغداد في 1853، التي كانت جزءًا من الإمبراطورية العثمانية آنذاك، أصبح للبهائيين وجود في العراق، ولا سيما بعد أن تجمع أتباع حوله ليشكلوا جماعة صغيرة لم تجرؤ على الظهور بسبب ما لاقته من اضطهاد شديد، وبقيت على هذه الحال حتى جاء الاعتراف القانوني بالطوائف غير المسلمة، عبر بيان المحاكم رقم 6 في العام 1917، وعلى وفق المواد 13 و17 و18 من البيان، والذي تضمن أن تكون الأحوال الشخصية لكل طائفة معهودة إلى جماعة ممن ينتسبون إلى تلك الطائفة. ومنذ ذلك التاريخ، بدأت المحاكم المدنية بتصديق عقود زواج البهائيين التي يقعدها محفلهم الروحاني بموجب أحكام الشريعة البهائية. 

### في عهد الملكي
أضيفت الحرية للأديان إلى الدستور المملكة العراقية لعام 1925 واعترف بشكل واضح وصريح بحرية الأديان والعقائد، ومنح هذا المناخ الفرصة للبهائيين، أن يستكملوا تأسيس مجالسهم الروحانية، المحفلين المركزي والمحلي، واتخذوا لهم مقرًا رسميًا وعلنيًا في الحيدر خانة، ويسميه البهائيون حظيرة القدس، يقيمون فيه شعائرهم الدينية ونشاطتهم الاجتماعية، ويعد المحفل المركزي البهائي العراقي أول محفل في العالم اذ تم تأسيس الجامعة البهائية في بغداد سنة 1931.

بعد صدور قانون الجمعيات والنقابات في 1931، قدم المحفل الروحاني المركزي للبهائيين في العراق إلى وزارة الداخلية وثيقة أسماها دستور الجامعة البهائية في القطر العراقي، وقد أعلن أعضاؤه التسعة أنهم انتخبهم ممثلو البهائيين من جميع أنحاء العراق في الاجتماع الحاصل في بغداد في 21 - 23 نيسان 1931. من ابتداء هذا التاريخ أصبحت الحقوق والواجبات والمسؤوليات من اختصاص وجود هذا المحفل الروحاني المركزي وإشرافه، وعلمه بصفة هيئة إدارية لجمعية دينية أصبح لها وجود مستمر.

في 1936 صدر الدليل الرسمي من وزارة الداخلية العراقية، ونص على أن أهم المكونات الاجتماعية للعراق هي المسلمون والمسيحيون واليهود والإيزديون والصابئة فضلًا عن عدد قليل من البهائيين والمجوس إلخ. وكان هذا يعني اعترافًا بوجودهم على مستوى رسمي.

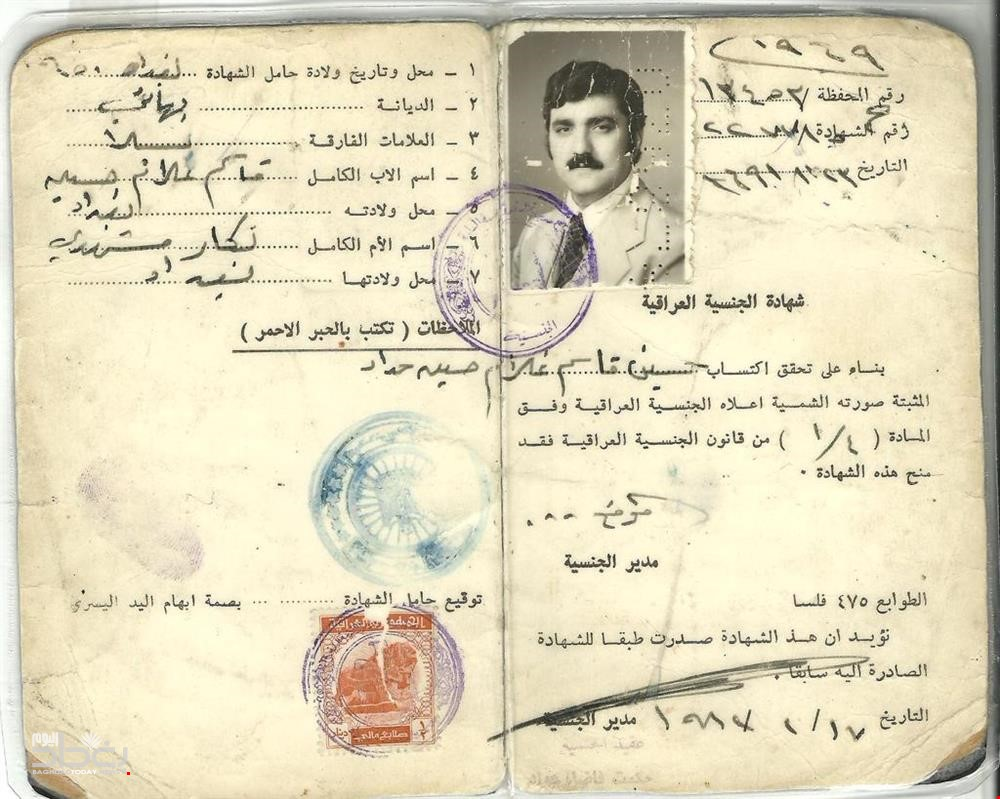
شهادة الجنسية العراقية الصادرة في 1969 تحمل اسم الديانة "البهائي".

وكان البهائيون ومنذ أول تعداد للسكان العراق في 1934 يسجلون اسم عقيدتهم في استمارات الإحصاء وفي سجلات ودفاتر النفوس، وكذلك في إحصاء العام 1947 و1957. وفي تعداد سنة 1965، وجد أن منطقة الكرادة الشرقية يوجود فيها أكبر عدد من البهائيين في بغداد، إذ بلغ عددهم 241 شخصًا.

### في عهد البعثي
أن حركة 8 شباط 1963 يعد النهاية لممارسة طقوس وحرية للبهائي العراقي، إذ قررت الحكومة العراقية في 6 آب 1963 إلغاء العقود المسجلة لمحافل البهائية، وأن «هذه الطائفة ليست مذهبًا». وأصدر بعدها في نيسان 1965 أمرًا بغلق المحافل البهائية، ووضع اليد على ممتلاكها في جميع أنحاء العراق استنادًا إلى قانون السلامة الوطنية رقم 4 لسنة 1965.

وبعد ثورة 17 تموز 1968 قدم البهائيون عريضة إلى الرئيس أحمد حسن البكر التمسوا فيها إعادة فتح محافلهم، غير أن السلطة كانت يوم ذلك تفكر بإصدار قانون يحرم البهائية، وصدر القانون فعلًا، ونشر في الجريدة الرسمية ليوم 18 مايس 1970، القانون رقم 105 لسنة 1970 والمعروف بـ«قانون تحريم النشاط البهائي»، ونص على حظر ترويج البهائية، أو الانتساب لأي محفل أو جهة تعمل على نشر البهائية أو الدعوة إليها بأي شكل من الأشكال وإغلاق جميع محافلهم، وإيقاف نشاطها، وتصفية أموالها، ويعاقب المخالف بالحبس مدة لا تقل عن عشر سنوات. وتحولت بناية المحفل المركزي في منطقة السعدون إلى دائرة أمنية، وسيق عدد من المتهمين باعتناق البهائية إلى محكمة الثورة، وحكم عليهم بالسجن، وذلك قبل أن تصدر أحكام بالإعدام على من يروج البهائية، أو يعتنقها في نهاية السبعينيات. 

صدر قرار مديرية الأحوال المدنية المرقم 358 في 24 يوليو 1975 القاضي بتجميد قيود البهائيين في سجلات الأحوال المدنية ترتبت عليه آثار مادية ومعنوية من حرمان البهائي من أبسط حقوق المواطنة مثل جواز السفر والتوظيف والدخول إلى المدارس والجامعات وبيع وشراء المساكن والأملاك الأخرى وغيرها من التصرفات التي تتطلب من المواطن إبراز هوية الأحوال المدنية. 

وفي العام 1979 الذي ارتقى فيه صدام حسين السلطة، جرى تعديل قانون تحريم النشاط البهائي، ورفع سقف العقوبة إلى السجن المؤبد، والإعدام في حالة العودة إلى النشاطات المحظورة. 

### بعد سقوط الحكم البعثي
وبعد تغير نظام الحكم في العراق في 2003، لم يكن هناك أي توجه فعلي من قبل الحكومة لحماية وضمان حقوق البهائية على الرغم من نص الدستور العراقي الجديد صرّح في المادة 40 منه على حرية المعتقد والديانة. ظل البهائيون يعيشون في الظل طوال السنوات الممتدة من حظر نشاطهم رسميًا حتى العام 2003، إذ رجعت نشاطاتهم و«لكن على نحو هادئ ولا يجلب الانتباه خوفًا من تقلبات الاستقرار ما بعد التغيير النظام، والذي جعل منهم طائفة شبه سرية من جديد». 

وفي 2013 صرّح كاتبًا في موقع إذاعة العراق الحر أن «يشرف اتباع الطائفة البهائية في العراق على الانقراض، إذ لم يتبق منهم في عموم البلاد سوى اعداد قليلة لا تتجاوز اصابع اليد الواحدة. ويعيش هؤلاء بصفة سرية...».

## المعتقدات
يؤمن البهائيون بوحدة الإله، ووحدة رسالة الأنبياء جميعهم، ومنهم إبراهيم وموسى وعيسى ومحمد وزرادشت وبوذا وغيرهم. هؤلاء الرسل، وآخرهم وفق البهائية بهاء الله، هم ممثلو الإله في الأرض، تبني تعاليمهم الأساس لتقدم الحضارة البشرية، وهم أدوات في خطة إلهية تدريجية تهدف إلى تعليم الإنسانية وتربيتها. ورغم اختلاف الأديان في مظاهرها وتعاليمها، يرى البهائيون أنها جميعًا تُعبر عن حقيقة واحدة.
أوضح بهاء الله أن البشرية في حاجة ماسة إلى رؤية موحدة تجاه مستقبل المجتمع البشري، وطبيعة الحياة والهدف منها، وأن هذه الرؤية تتكشف في الآيات والآثار الكتابية التي قدمها. يدعو الدين البهائي إلى التحري الحر والمستقل عن الحقيقة، ونبذ التعصب كله، والتوافق والانسجام بين الدين والعلم، والمساواة بين الرجال والنساء، وتعميم التعليم الإلزامي، وغير ذلك من المبادئ التي تدعو إلى المساواة والوحدة والعدالة.
تركّز معظم تعاليم البهائية على الأخلاق الاجتماعية، ولا يوجد فيها نظام كهنوتي، ولا تتبع طقوسًا شعائرية تقليدية في العبادة. يؤدي البهائيون عباداتهم في البيوت، ولا يوجد علماء دين في البهائيين. تسمى دور عبادتهم «مشارق الأذكار» لكنها غير موجودة إلا في دول قليلة. يسمى كتاب البهائية المقدس «الكتاب الأقدس». وهو دستور النظام العالمي لديهم، وفيه الأحكام الأساسية للحياة الروحانية وعضوية الجامعة البهائية. تمنع الديانة البهائية انخراط أفرادها في الشؤون السياسية والحزبية، لأن السياسة، التي من خصائصها مناصرة جهة ومعاداة جهة أخرى، لن تطرح حلولًا للمشكلات ذات الصفة العالمية في أساسها.

## الاضطهاد
اتُهم البهائيون بخلق البدع والشرك، وصودرت ممتلكاتهم وأُجبروا على تغيير ديانتهم، أو سجلاتهم. تعرض البهائيون في العراق للسجن والإعدام، وهُددوا وهُجروا وفُقد كثيرون منهم. غادر بعض البهائيين العراق أو احتموا في مدن أخرى. واستمر من بقي في ممارسة طقوسه سرًا. ما زالت قرارات تحريم النشاط البهائي سارية منذ زمن البعث، بسبب عدم صدور قوانين جديدة تُبطلها.
صادق برلمان كردستان العراق على القانون الخامس 2015 لحماية أفراد المكونات المتنوعة في الإقليم. يضمن القانون منح الأقليات الحرية الدينية والحقوق. ورغم وجود ممثلية للديانة البهائية في وزارة الأوقاف والشؤون الدينية في إقليم كردستان العراق، لم تُذكر الديانة صراحةً ضمن القانون الخامس. عقدت لجنة الجمعيات والمنظمات المدنية في برلمان الإقليم اجتماعات مع المنظمات المدنية وممثلي الأقليات في الإقليم لتعديل القانون، وقدموا مقترحات بهذا الشأن إلى البرلمان، لكن لم يُعدل القانون حتى الآن.

## التحديات والمستقبل
ما زال البهائيون غير قادرين على تسجيل ديانتهم في الوثائق الرسمية. وللحصول على بطاقة شخصية، يُطلب من البهائيين تسجيل ديانتهم على أنها الإسلام. البهائيون الذين لا يحصلون على وثائق شخصية، يُحرمون من الحقوق والخدمات مثل: التعليم وامتلاك العقارات والرعاية الصحية. معظم الزيجات البهائية غير مسجلة رسميًا، ما يجعل أبناء هذه الزيجات بلا بطاقات تعريفية أو وثائق رسمية.
لا يقر الدستور العراقي بوجود البهائية ولا يقدم أي حماية لأتباعها. في المقابل، تعترف حكومة كردستان العراق بالبهائية بوصفها أقلية دينية، وسمحت بتمثيلها في وزارة الأوقاف والشؤون الدينية في الإقليم. يطمح البهائيون بالحصول على الاعتراف الرسمي بديانتهم من قبل الحكومة العراقية، وتسجيل انتمائهم الديني في بطاقاتهم الشخصية دون خوف.

### محاولات الإحياء
في عام 2017، أقيمت مراسم إحياء الذكرى المئوية الثانية لميلاد مؤسس الديانة البهائية «بهاء الله»، في احتفال رسمي في قاعة سعد عبدالله في أربيل، حضرها ممثلو الأديان في وزارة الأوقاف والشؤون الدينية، وممثلو مكونات كردستان، وأكثر من مئة شخصية من المثقفين والمهتمين بحقوق الأقليات. تُليت في الحفل صلاة بهائية باللغة الكردية. عُرض أيضًا فيلم وثائقي عنوانه «نور للعالمين» عن حياة «بهاء الله» ورسالته التي تدعو إلى وحدة البشرية.
في نوفمبر 2017، أُقيم الاحتفال العلني البهائي الأول في بغداد في الذكرى المئوية الثانية لولادة مؤسس الديانة بهاء الله. حضر المناسبة ممثلون من البرلمان العراقي والمفوضية العليا لحقوق الإنسان، وممثلو بعثة الأمم المتحدة في العراق. في 17 ديسمبر 2020، نُظمت ورشة عمل في أربيل بالتعاون بين منظمة جسور الشبابية ومكتب حقوق الإنسان، شارك فيها أكثر من 40 ممثلًا عن الأقليات، من بينهم نحو 10 نساء من مكونات متنوعة، منها البهائية، بهدف وضع استراتيجية للحكومة الفيدرالية وحكومة إقليم كردستان العراق لحماية التراث الثقافي والديني ومكافحة خطاب الكراهية ضد الأقليات.

## الأعياد
توجد الكثير من الأيام المقدسة لدى البهائيين، أهمها: 
- عيد النوروز: يحتفل البهائيون في 21 مارس ببداية السنة البهائية وانتهاء الصوم.
- عيد الرضوان: يمتد الاحتفال بهذا العيد من 21 أبريل حتى 2 مايو، إحياءً لذكرى بدء الدعوة البهائية في حديقة الرضوان في بغداد.
- ميلاد بهاء الله: 17 أكتوبر.

- أيام الهاء: من 26 حتى 29 فبراير، لتعديل التقويم البهائي ليتوافق مع التقويم الشمسي.[15]